# Arlene Dahl
Arlene Carol Dahl (ur. 11 sierpnia 1925 lub 1928 w Minneapolis, w stanie Minnesota, zm. 29 listopada 2021 w Nowym Jorku) – amerykańska aktorka filmowa i telewizyjna, także felietonistka. W 1952 była modelką dla Max Factor. Ma swoją gwiazdę na Hollywoodzkiej Alei Gwiazd.

## Filmografia

### Filmy fabularne
- 1947: Życie z ojcem (Life with Father) jako dziewczyna przy Delmonico
- 1949: Scene of the Crime jako Gloria Conovan
- 1950: Trzy krótkie słowa (Three Little Words) jako Eileen Percy
- 1950: Zasadzka (Ambush) jako Ann Duverall
- 1952: Caribbean jako Christine McAllister
- 1954: Kobiecy świat (Woman's World) jako Carol Talbot
- 1959: Podróż do wnętrza Ziemi (Journey to the Center of the Earth) jako Carla Goetabaug
- 1964: Kisses for Breakfast jako Doris Reid
- 1969: Droga do Katmandu (Les chemins de Katmandou) jako Laureen
- 1991: Noc wojownika (Night of the Warrior) jako Edie Keane

### Seriale TV
- 1954: The Ford Television Theatre jako Mary McNeill
- 1955: The Ford Television Theatre jako Jody Hill
- 1963: Prawo Burke’a (Burke’s Law) jako księżniczka Kortzoff
- 1964: Prawo Burke’a (Burke’s Law) jako Gloria Cooke / Eva Martinelli
- 1965: Prawo Burke’a (Burke’s Law) jako Maggie French
- 1978: Fantastyczna wyspa (Fantasy Island) jako Amelia Selby
- 1979: Statek miłości (The Love Boat) jako Monica Cross
- 1980: Statek miłości (The Love Boat) jako Natalie Martin
- 1981-84: Tylko jedno życie (One Life to Live) jako Lucinda Schenck Wilson
- 1983: Statek miłości (The Love Boat) jako Ellen Kirkwood
- 1987: Statek miłości (The Love Boat) jako Jessica York
- 1995: Renegat (Renegade) jako Virginia Biddle
- 1995: Wszystkie moje dzieci (All My Children) jako lady Lucille
- 1997: Renegat (Renegade) jako Elaine Carlisle
- 1999: Air America jako Cynthia Garland